# Karl Etlinger
Pour les articles homonymes, voir Etlinger.
Karl Etlinger (né le 16 octobre 1879 à Vienne, mort le 8 mai 1946 à Berlin) est un acteur austro-allemand.

## Biographie
Karl Etlinger suit les cours de Joseph Lewinsky. Il fait ses débuts en 1898 à Wesel puis joue Lahr, Francfort-sur-le-Main, Stuttgart et de 1911 à 1920 à Vienne au Residenztheater et au Volksbühne. On le voit notamment dans des pièces de Johann Nestroy et Ferdinand Raimund.
Dans les années 1920, il travaille dans des scènes de Berlin, au Statttheater sous la direction de Leopold Jessner, aussi dans les théâtres de Max Reinhardt et de Heinz Saltenburg.
Il commence au cinéma dans les années 1910. Au début du cinéma parlant dans les années 1930, il travaille à Hollywood dans les films de Jacques Feyder et William Dieterle.
De retour à Allemagne, il fait le tour des théâtres berlinois : Volksbühne, Admiralspalast, Opéra-Comique, Hebbel-Theater, Statttheater…
Karl Etlinger se marie deux fois. Sa seconde femme, Margarethe, a un père d'origine juive. Karl Etlinger conserve le droit de jouer avec un permis spécial rarement accordé. Le couple est contraint de se séparer. Margarethe est arrêtée en novembre 1941 à Salzbourg par la Gestapo puis envoyée à Ravensbrück, où elle meurt le 14 mars 1942.

## Filmographie
- 1921 : Die Abenteuer eines Ermordeten – 2. Der Smaragd des Badjah von Panlanzur
- 1921 : Das Geheimnis der Santa Maria
- 1921 : Die Schauspielerin des Kaisers
- 1921 : Der ewige Fluch
- 1921 : Die rote Hexe
- 1921 : Der vergiftete Strom
- 1922 : Der böse Geist Lumpacivagabundus
- 1922 : Le Fantôme
- 1922 : Das Logierhaus für Gentleman
- 1922 : Nosferatu le vampire
- 1924 : Comtesse Donelli
- 1924 : Soll und Haben
- 1925 : La Rue sans joie
- 1925 : La Tour de lumière
- 1925 : Das Mädchen mit der Protektion
- 1925 : Zigano
- 1926 : Die Abenteuer eines Zehnmarkscheines
- 1926 : In der Heimat, da gibt’s ein Wiedersehn!
- 1926 : On ne badine pas avec l'amour
- 1926 : Die lachende Grille
- 1927 : Bigamie
- 1927 : Maquillage (Da hält die Welt den Atem an) de Felix Basch
- 1927 : Das war in Heidelberg in blauer Sommernacht
- 1927 : Familientag im Hause Prellstein
- 1927 : Die Frauengasse von Algier
- 1929 : Durchs Brandenburger Tor. Solang noch Untern Linden…
- 1929 : L'Énigme
- 1929 : Danseuse de corde
- 1929 : Sainte-Hélène
- 1930 : Deux Cœurs, une valse (Zwei Herzen im Dreiviertel-Takt) de Géza von Bolváry : le caissier Schlesinger
- 1930 : Der König von Paris
- 1930 : Valse d'amour
- 1930 : Das lockende Ziel
- 1930 : Die Maske fällt
- 1930 : Olympia
- 1930 : Scandale autour d'Éva
- 1931 : Kismet de William Dieterle
- 1931 : Bombes sur Monte-Carlo
- 1931 : Die Fledermaus
- 1931 : Das Konzert
- 1931 : Menschen hinter Gittern
- 1931 : Der Stumme von Portici
- 1931 : Le Démon des mers
- 1932 : La Comtesse de Monte-Christo
- 1932 : Der Hexer
- 1932 : L'Amour en uniforme
- 1932 : L'Amoureuse Aventure
- 1932 : Melodie der Liebe
- 1932 : Ein süßes Geheimnis
- 1932 : Zum goldenen Anker
- 1935 : Valses sur la Neva
- 1935 : Varieté
- 1935 : Les Vaincus
- 1937 : Die gläserne Kugel
- 1937 : Un ennemi du peuple
- 1938 : Scheidungsreise
- 1938 : Spaßvögel
- 1939 : Frau am Steuer
- 1939 : Ein ganzer Kerl
- 1939 : Irrtum des Herzens
- 1939 : Eine kleine Nachtmusik
- 1939 : Meine Tante – deine Tante
- 1940 : Sommer, Sonne, Erika
- 1940 : Scandale à Vienne
- 1940 : Herz – modern möbliert
- 1940 : Der Kleinstadtpoet
- 1940 : Polterabend
- 1940 : Ritorno
- 1940 : Musique de rêve
- 1940 : Das leichte Mädchen
- 1941 : Le Bijou magique
- 1941 : Hochzeitsnacht
- 1941 : Der Meineidbauer
- 1941 : Pilote malgré lui
- 1941 : Le Chemin de la liberté
- 1942 : Anouchka
- 1942 : Der Fall Rainer
- 1942 : Un grand amour (Die große Liebe) de Rolf Hansen
- 1942 : Meine Frau Teresa
- 1942 : Diesel
- 1943 : Le Foyer perdu
- 1943 : Der ewige Klang
- 1943 : Gabriele Dambrone
- 1943 : Carnaval d'amour
- 1943 : Ein Mann mit Grundsätzen?
- 1943 : Lumière dans la nuit (de)
- 1944 : Ce diable de garçon
- 1944 : La Femme de mes rêves
- 1944 : Herr Sanders lebt gefährlich
- 1944 : Philharmoniker
- 1944 : Der verzauberte Tag
- 1945 : Erzieherin gesucht
- 1945 : Der Puppenspieler
- 1945 : Sag’ die Wahrheit
- 1948 : Eine alltägliche Geschichte